# Heijenoord
Heijenoord en Lombok is een wijk in het westen van Arnhem-Noord. De wijk omvat de buurten Lombok, Brouwerijweg en omgeving (ook wel oud-Heijenoord genoemd) en Heijenoord. De spoorlijnen Arnhem-Nijmegen en Arnhem-Utrecht en een naastgelegen spoorwegemplacement snijden de wijk doormidden. Heijenoord en Brouwerijweg liggen noordelijk van dit emplacement, Lombok ligt ten zuiden ervan. De brug over het spoor in de Oranjestraat verbindt Lombok met Heijenoord.

## Heijenoord en Brouwerijweg
Heijenoord is genoemd naar het voormalige landgoed Heidenoord. Tot 1832 was op deze plek nauwelijks bebouwing, aangezien dit gebied buiten de vestingwerken van Arnhem lag. Er waren wat buitenhuizen, een tweetal molens en de herberg Rosorum aan de Amsterdamseweg. Verder was het voornamelijk woeste grond, waar wat paden doorheen liepen en waar men mooi kon wandelen als men tenminste de gelegenheid hiertoe had.
De wijk Heijenoord is nauw verbonden met de heer Fromberg, een architect en projectontwikkelaar uit Kleef. Hij had bedacht dat deze plek zeer geschikt was om villa’s te bouwen. Onder meer Rosorum op de Amsterdamseweg en het Beaulieupand op de Noordelijke Parallelweg zijn panden waar hij verantwoordelijk voor was.
De komst van de spoorweg rond 1845 heeft de villawijk-plannen van Fromberg danig in de war geschopt en dit deel van Arnhem voorgoed afgesneden van de Utrechtseweg en de Rijn. Rond 1850 reden er slechts drie treinen van Arnhem naar Amsterdam die hier drie uur over deden. Maar de spoorweg luidde de komst in van bedrijvigheid in dit deel van Arnhem en ook de bouw van arbeiders- en middenstandshuizen werd erdoor gestimuleerd. Er verscheen vanaf deze tijd onder andere een brouwerij, een machinefabriek, een fabriek voor sieraardewerk, een bandfabriek en een tabakspakhuis op Heijenoord.
De huizen op en rond de Tulpstraat werden destijds gebouwd voor de stokers en machinisten van de spoorwegen. Lange tijd bleven deze drie straatjes een soort eiland tussen akkers, velden en paden, want de bebouwing eromheen verscheen pas 50 jaar later. De huizen op de Van Wageningenstraat, een deel van de Noordelijke Parallelweg en de Veluwestraat zijn rond 1934 gebouwd. Een putdeksel op de Veluwestraat herinnert ons nog aan het jaar waarop de waterleiding hier is aangelegd (1931). De wijk herbergde ook nog scholen, kerken, klinieken en cafés.